# Мануил Комнин (брат на Алексий I Комнин)
Вижте пояснителната страница за други личности с името Мануил Комнин.
Мануил Комнин е византийски пълководец, по-голям брат на византийския император Алексий I Комнин.
Мануил Комнин е най-големият от петимата синове на великия доместик Йоан Комнин и Анна Даласина. В Алексиада се споменава, че Мануил Комнин е първородното дете на двойката. Той получил титлата куропалат и бил обявен за дука на целия Изток от император Роман IV Диоген. Също така притежавал титлите протостратор, протопроедър и стратег автократор. По време на една военна кампания срещу селджукските турци в Мала Азия през 1070 г. войските на Мануил били разбити при Севастея, а той самият бил пленен от селджукски отряд заедно с двамата си зетьове Михаил Таронит и Никифор Мелисин. Тримата били освободени, след като Мануил успял да убеди главатаря на турците Хризоскул да премине на страната на ромеите.
Мануил Комнин умира в битка срещу селджуките около 1071 г. В поменика на роднините на императрица Ирина, поместен в литургичния типик на манастира Христос Филантроп, 17 април е посочен като дата, на която се почита паметта на Мануил, брата на императора. В поменика на манастира Пантократор той е почетен като покоен чичо на император Йоан I Комнин.

## Семейство
Мануил Комнин е бил женен за неизвестна по име жена, от която е имал поне една дъщеря, за която в Алексиада се споменава, че била омъжена по инициатива на баба ѝ Анна за внук на император Никифор III Вотаниат.